# Recherches & éducations
Recherches & éducations est une revue scientifique à comité de lecture généraliste, créée par Alfred Binet en 1899 et éditée depuis par la Société Binet-Simon. Elle se propose d’accueillir une pluralité de travaux de recherche en éducation et formation. 

## Historique
Recherches & éducations fait suite à Éduquer et aux évolutions successives de la revue créée en 1899 par le psychologue Alfred Binet.    
La revue paraît d'abord comme  Bulletin de la Société libre pour l'étude psychologique de l'enfant. Elle prend, en 1917, le titre de Bulletin de la Société Alfred Binet, avant de devenir en 1962 Le Bulletin bimestriel : psychologie de l'enfant et pédagogie expérimentale de la Société Alfred Binet et Théodore Simon. En 1986, elle devient Le Binet Simon : bulletin de la Société Alfred Binet et Théodore Simon, puis en 1991 Les Cahiers Binet-Simon. En 1999, elle devient Les Cahiers Alfred Binet : éducation, psychologie et science de l'enfance, puis Éduquer en 2002.   

## Présentation
Inscrite dans une longue tradition de diffusion de recherche en éducation, la revue publie aujourd'hui dans chaque numéro un dossier thématique, des articles varias et des recensions d'ouvrages récents. En outre, en hommage à son fondateur, une section « Archives A. Binet » présente les travaux des Archives Alfred Binet ainsi que toutes les recherches d'histoire de la psychologie et de la pédagogie participant à la meilleure compréhension des apports du psychologue.  
La revue figure sur la liste de revues de sciences de l'éducation proposée par l'HCERES et sur la liste publiée par l'AECSE.
Recherches & éducations paraît en version numérique depuis 2008. Les numéros de plus de deux ans sont disponibles en accès libre sur le portail OpenEdition Journals.